# گوراب‌ورزل
گوراب‌ورزل، روستایی است از توابع بخش مرکزی شهرستان رشت در استان گیلان ایران.

## جمعیت
این روستا در دهستان لاکان قرار دارد و براساس سرشماری مرکز آمار ایران در سال ۱۳۸۵، جمعیت آن ۴۹۹ نفر (۱۲۹خانوار) بوده‌است.